# 투르쿠 공항

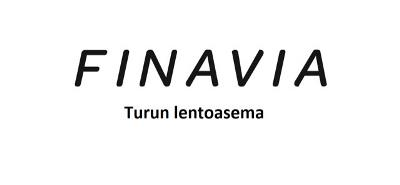

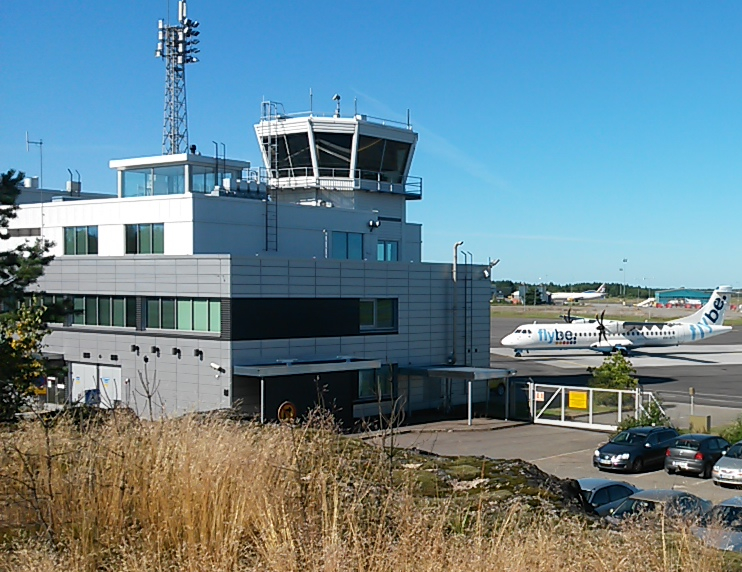

투르쿠 공항(Turku Airport, IATA: TKU, ICAO: EFTU)은 핀란드 투르쿠에 위치한 공항으로, 도시 중심부에서 북쪽으로 8킬로미터 지점에 위치해 있다. 한 해에 약 450,000명의 승객이 이용하며 승객 수 면에서 2019년 기준으로 핀란드에서 4번째로 분주한 공항이며 2012년 기준 화물 톤의 양 부문에서 2번째로 분주한 공항이다.